# Christina Lövgren Hallberg
Christina Lövgren Hallberg (* 11. Juni 2000) ist eine schwedische Handballspielerin, die für den deutschen Bundesligisten Thüringer HC aufläuft.

## Karriere
Lövgren Hallberg begann das Handballspielen beim schwedischen Verein Skara HF. Nachdem die Torhüterin in der Saison 2017/18 ihre ersten Spiele für Skara HF in der höchsten schwedischen Spielklasse bestritten hatte, gehörte sie ab der Saison 2018/19 fest dem Kader der Erstligamannschaft an. Im Jahr 2020 schloss sie sich dem schwedischen Zweitligisten IF Hallby HK an. Mit IF Hallby HK stieg sie im Jahr 2022 in die höchste schwedische Spielklasse auf. Zur Saison 2024/25 wechselte sie zum deutschen Bundesligisten Thüringer HC. Mit dem Thüringer HC gewann sie im Jahr 2025 die EHF European League.